# Birre (Cascais)
Birre é uma localidade situada a noroeste de Cascais, localizada na união das freguesias de Cascais e Estoril, no distrito e área metropolitana de Lisboa, Portugal.  
Limita a norte com o Mato Romão, a nascente com o Cobre, a sudeste com a Pampilheira, a sul com a Torre, e a sudoeste com as Quintas da Bicuda e da Marinha.
A sua etimologia tem origem no vocábulo, comum neste concelho e no Algarve, usado para os porcos de cobrição (no resto do país varrão e varrasco). As aldeias de Cobre e Birre possuem uma tradição na exploração do gado suíno, sendo esta localidade onde se guardavam os machos destinados à reprodução.
Possuia, em 1527, cinco fogos, que aumentaram para 19 em 1758 e 233 habitantes em 1960. A localidade é atravessada pela ribeira dos Mochos.